# Rose Lamartine Yates

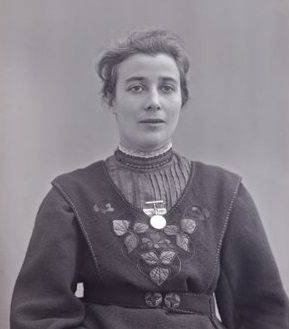
Rose Lamartine Yates, ca. 1909

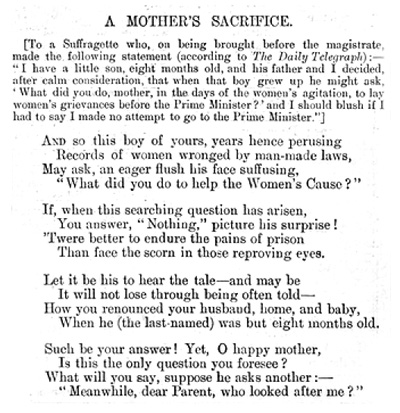
Spottverse auf Yates im Punch, 10. März 1909

Rose Emma Lamartine Yates, geborene Janau (* 23. Februar 1875 in Lambeth, London; † 5. November 1954 in Wandsworth, London) war eine britische Politikerin, Sozialaktivistin und Suffragette. Sie wurde an der Sorbonne und in Oxford ausgebildet.
Gemeinsam mit ihrem Ehemann, einem Rechtsanwalt, setzte sie sich ab 1908 und während des Ersten Weltkriegs für das Frauenwahlrecht ein und war bereit, für ihre Überzeugungen Verhaftungen und Inhaftierungen hinzunehmen. Nach dem Krieg wurde sie in den  London County Council gewählt, wo sie sich für gleichen Lohn für Männer und Frauen, bessere öffentliche Wohnungen und die Bereitstellung von Kindergärten einsetzte. Später leitete sie den Aufbau eines Suffragetten-Archivs.

## Leben
Yates wurde als Tochter des Sprachlehrers Elphège Bertoni Victor Janau (* 1847) und seiner Frau Marie Pauline (1841–1909), beide gebürtige Franzosen und eingebürgerte britische Staatsbürger, geboren. Sie war das jüngste ihrer drei Kinder. Sie besuchte Gymnasien in Clapham und Truro, später in Kassel und an der Pariser Sorbonne und besuchte ab 1896 das Royal Holloway College, wo sie moderne Sprachen und Philologie studierte. Sie bestand 1899 die Abschlussprüfung in Oxford.
Im Jahr 1900 heiratete sie den Witwer Thomas Lamartine Yates (1849–1929). Er war Anwalt und hatte eine erfolgreiche Kanzlei am Court of Chancery. Thomas Yates’ Geburtsname war Swindlehurst, aber Thomas Yates und der größte Teil der Familie änderte den Nachnamen, nachdem der Vater William Swindlehurst wegen Betrugs verurteilt worden war. Acht Jahre nach der Heirat wurde ihr einziges Kind, Paul (1908–2009), geboren; er wurde Agrarökonom. Yates und ihr Mann waren begeisterte Radfahrer und führende Mitglieder des Cyclists' Touring Club. 1907 wurde sie als erste Frau in den Vorstand des Clubs gewählt. Zu diesem Zeitpunkt betrachtete sie sich noch nicht als Suffragette, kam aber bald zu dem Schluss: „Wenn ich mich ernsthaft mit der Sache auseinandersetze, stelle ich fest, dass ich nie etwas anderes gewesen bin [und] ich bin zu der Erkenntnis gelangt, dass ich eine war und bleiben muss, koste es, was es wolle.“ 1908 trat sie dem kürzlich gegründeten Wimbledoner Zweig der Women’s Social and Political Union (WSPU) bei.
Am 24. Februar 1909 gehörte Yates zu einer von Emmeline Pethick-Lawrence angeführten Deputation, die von der Caxton Hall zum Unterhaus zog. Sie wurde zusammen mit 28 anderen Demonstranten verhaftet, wegen Behinderung angeklagt und zu einem Monat Haft verurteilt. Sie sagte über ihre Aktion, dass „jede Frau den Mut ihrer Überzeugungen haben muss und nicht zurückschrecken darf, wenn sie den ersten Schritt getan hat“. Ihr Sohn war damals acht Monate alt, und Punch druckte eine Reihe von Versen, in denen sie dafür kritisiert wurde, dass sie ihn im Stich gelassen hätte. Ihr politischer Aktivismus hatte die volle Unterstützung ihres Mannes, der sie bei dem Prozess verteidigte.
Im Jahr 1910 wurde Yates ehrenamtliche Sekretärin der WSPU in Wimbledon. Unter ihrer Leitung entwickelte sich der Ortsverband zu einem der aktivsten der Organisation. Mary Gawthorpe, George Lansbury oder Emily Davison, eine alte Studienfreundin, sprachen auf ihren Veranstaltungen. Sie reiste viel herum und hielt Vorträge. Sie und ihr Mann machten ihr Haus Dorset Hall in Merton zu einem Zufluchtsort, an dem sich aus dem Gefängnis entlassene Aktivistinnen erholen konnten. Bei der Volkszählung von 1911 beteiligte sie sich am Boykott der Suffragetten, indem sie sich weigerte, dem Zähler ihre Daten zu geben.
1911 wurde Thomas Lamartine Yates während einer Demonstration gegen die Regierung, die einen Gesetzentwurf zur Einführung des begrenzten Frauenwahlrechts blockiert hatte, verhaftet. Er wurde nicht angeklagt, aber die Publicity schadete seiner Anwaltskanzlei eine Zeit lang. Er stellte sich als Rechtsberater für WSPU-Gefangene zur Verfügung und vertrat im Juni 1913 die Familie Davison bei der Untersuchung des Todes von Emily Davison, die sich beim Derby unter das Pferd des Königs geworfen hatte. Zusammen mit Mary Leigh war Yates am Bett der sterbenden Davison und stand an der Spitze einer Ehrengarde für den Beerdigungszug.
Zu Beginn des Ersten Weltkriegs baute die WSPU in Wimbledon ihren Versammlungsraum und ihren Laden in eine Suppenküche um und eröffnete eine weitere im nahe gelegenen Merton. Der Krieg führte zu einer Spaltung zwischen Yates und der führenden Suffragette Emmeline Pankhurst. Unter Pankhurts Führung stellte die WSPU ihre militante Kampagne für das Frauenwahlrecht ein und unterstützte stattdessen die Regierung im Krieg. Yates und andere waren mit dieser Politik nicht einverstanden. Sie leitete am 22. Oktober 1915 eine Versammlung von WSPU-Mitgliedern und ehemaligen Mitgliedern, auf der eine Resolution verabschiedet wurde, in der es hieß: „Diese Versammlung protestiert gegen das Vorgehen der W.S.P.U.-Funktionäre, wonach der Name der Union und ihre Plattform nicht mehr für das Frauenwahlrecht und die Beseitigung der zahllosen Behinderungen der nicht berechtigten Frauen verwendet werden“. Sie forderten auch eine umfassende Finanzprüfung der Organisation, und eine Kopie der Resolution wurde an Pankhurst geschickt. Die Frauen gründeten eine neue Organisation, die Suffragettes of the WSPU.
Bei den Parlamentswahlen von 1918, für die Frauen zum ersten Mal ein eingeschränktes Wahlrecht gewährt worden war, wurde Yates als Kandidatin der Labour Party für den „Wahlkreis Wimbledon“ aufgestellt, aber sowohl sie als auch der Kandidat der Liberalen zogen sich kurz vor der Wahl zurück. Im folgenden Jahr wurde sie als einziges unabhängiges Mitglied in den London County Council gewählt. Bei derselben Wahl kandidierten sieben weitere Frauen erfolgreich. Sie amtierte drei Jahre lang und setzte sich für gleiche Bezahlung, mehr Sozialwohnungen und die Bereitstellung von Kindergärten ein.
Lamartine Yates war federführend beim Aufbau eines Archivs für die Wahlrechtskampagne und eröffnete 1939 das Women's Record House am Great Smith Square in London. Das Gebäude wurde während des Zweiten Weltkriegs bombardiert, doch ein Teil der Aufzeichnungen konnte gerettet werden und wurde in die Sammlung der Suffragette Fellowship im Museum of London gebracht.
Rose Lamartine Yates starb zu Hause in Wandsworth, London, im Alter von 79 Jahren an Darmkrebs.